# Válter Nogueira
Válter Nogueira e Vasconcelos (Tianguá, 4 de setembro de 1924 — Fortaleza, 31 de dezembro de  2012) foi um magistrado e desembargador brasileiro.  Foi o 117º desembargador do Tribunal de Justiça do Ceará.

## Biografia
Aos 27 anos bacharelou-se em Ciências Jurídicas e Sociais pela Faculdade de Direito do Ceará. Em 1953 foi aprovado no concurso de procurador-geral do Estado (hoje denominado Procuradoria-Geral da Justiça), para promotor de Justiça de 1ª entrância, sendo nomeado para a Comarca de Ubajara, e logo depois para a de Massapê. No ano seguinte ingressou na Magistratura, após aprovação no Concurso de Juiz de Direito, sendo nomeado para a Comarca de Coreaú e posteriormente Santana do Acaraú. Promovido à 2ª entrância, foi juiz de Direito também das cidades de Assaré e Caucaia. 
Já elevado à 3ª entrância, assumiu a Comarca de Aracati e Maranguape. Alcança a 4ª entrância em 1967 e passa a ser titular na Comarca de Juazeiro do Norte, conseguindo remoção para Fortaleza, como titular da 1ª Vara dos feitos da Fazenda Estadual e Municipal. 
Em 1979 foi nomeado desembargador do Tribunal de Justiça do Estado do Ceará, onde exerceu todos os cargos de Direção, Diretoria e vice-presidência do Fórum Clóvis Beviláqua, Corregedoria Geral da Justiça e a Presidência, no biênio 1989/1990. Também integrou o Tribunal Regional Eleitoral(TRE).
Aposentou-se em 1994, devido ter atingido a idade limite de permanência no serviço público.

## Homenagem
Desde 1997, o fórum da Comarca de Tianguá leva o nome de Desembargador Válter Nogueira e Vasconcelos.